# Ordre de batalla
En un ús modern, l'ordre de batalla és la identificació, estructura de comandament, la força, i la disposició de personal, equipament i unitats de combat d'una força armada durant les operacions de camp. Una ordre de batalla ha de ser distingit d'una taula d'organització, la composició definitiva d'una determinada unitat militar, o la formació militar, d'acord amb una doctrina militar per adaptar-se a les seves operacions d'administració de personal.